# Rangiriri
Rangiriri est une localité de la région de Waikato dans l’Île du Nord de la Nouvelle-Zélande.

## Situation
La localité de Rangiriri est située sur le trajet du fleuve Waikato près du lac Waikare dans le district de Waikato.
La  State Highway 1/ S H 1 passe à travers la ville de Rangiriri.

## Histoire
Rangiriri fut le site d’une structure de défense majeur du peuple Māori durant la période de l'invasion de la région de Waikato (en), la principale campagne des Guerres Maories.
La Bataille de Rangiriri (en), qui prit place les 20 et 21 novembre 1863, coûta la vie des deux côtés à plus de soldats que tous les autres engagements de la guerre pour les terres et entraîna la capture de 183 prisonniers Māori, ce qui impacta ensuite leur capacité à s’opposer au déploiement plus loin des forces britanniques.
Dans le cadre des travaux de la route nommée Waikato Express (en) réalisées par l’ Agence de transport de Nouvelle-Zélande (en), le site d’un pa, qui enjambe la State Highway 1 fut restauré et les travaux furent terminés pour le 150 e anniversaire de la bataille.